# Ateuchosaurus
Ateuchosaurus är ett släkte av ödlor. Ateuchosaurus ingår i familjen skinkar.
Kladogram enligt Catalogue of Life:
| Ateuchosaurus | \| \| Ateuchosaurus chinensis \| \| \| \| \| \| Ateuchosaurus pellopleurus \| \| \| \| |
|               | \| \| Ateuchosaurus chinensis \| \| \| \| \| \| Ateuchosaurus pellopleurus \| \| \| \| |
|               | Ateuchosaurus chinensis                                                                |
|               |                                                                                        |
|               | Ateuchosaurus pellopleurus                                                             |
|               |                                                                                        |

## Bildgalleri

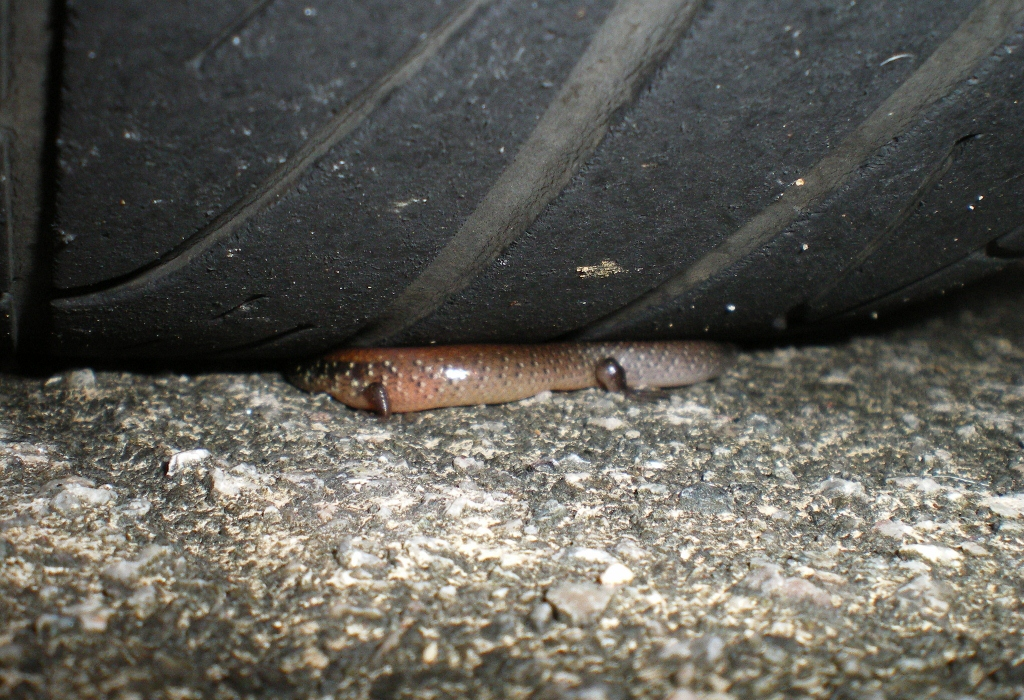
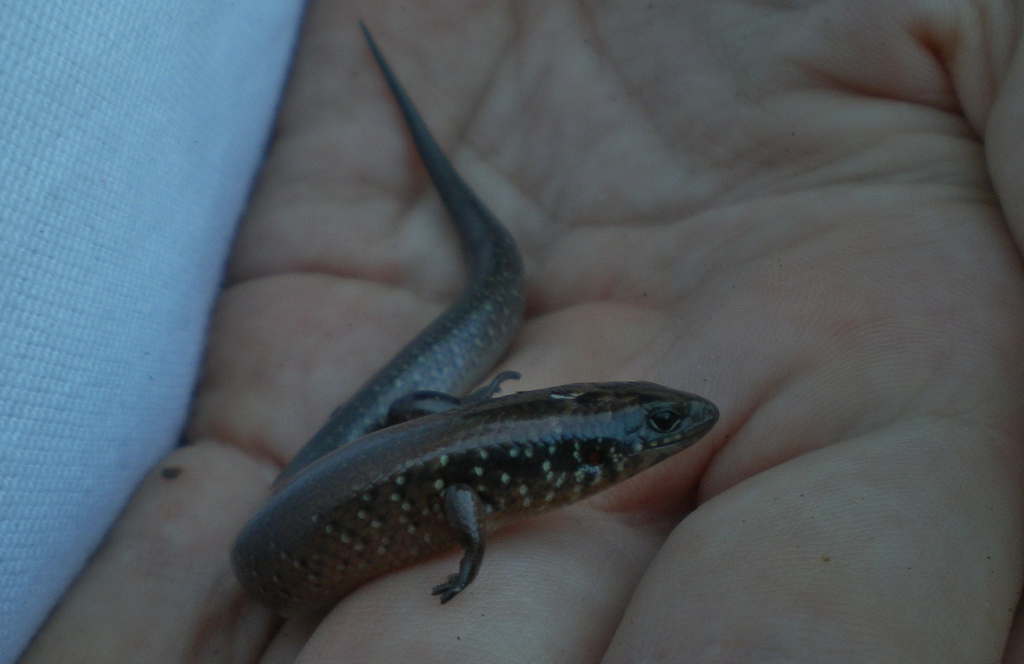